# Mieczysław Adamek
Mieczysław Adamek (né le 18 septembre 1918 à Tachkent - mort le 18 mai 1944 au Royaume-Uni) est un pilote de chasse polonais, as des forces armées polonaises de la Seconde Guerre mondiale, titulaire de cinq victoires homologuées.

## Biographie
Après la fin de la Première Guerre mondiale, Mieczysław Adamek revient avec sa famille en Pologne. En 1936 il entre à l'école des sous-officiers de la force aérienne pour les mineurs à Bydgoszcz. Il la termine en 1939 et reçoit son affectation à la 113e escadrille de chasse.
Le 1er septembre 1939 il remporte sa première victoire sur un He 111, partagée avec trois autres pilotes.
Le 18 septembre 1939 il est évacué en Roumanie d'où il arrive en France. Il participe aux combats dans la patrouille du commandant Eugeniusz Wyrwicki.
Après la bataille de France il gagne l'Angleterre. Le 28 juin 1941 il est affecté à la 303e escadrille de chasse polonaise. En avril 1942 il devient instructeur au 58 OTU ( Operational Training Unit). En novembre 1943 il intègre la 317e escadrille de chasse.
Mieczysław Adamek périt le 18 mai 1944, abattu par erreur par la défense anti-aérienne britannique.

## Tableau de chasse
| Date               | Appareil(s) abattu(s) |
| ------------------ | --------------------- |
| 1er septembre 1939 | 1/4 Heinkel He 111    |
| 6 septembre 1939   | 1/5 Junkers Ju 87     |
| 23 juin 1941       | Messerschmitt Bf 109  |
| 12 juillet 1941    | Messerschmitt Bf 109  |
| 12 octobre 1941    | Messerschmitt Bf 109  |
| 8 décembre 1941    | Focke-Wulf Fw 190     |
| 14 avril 1942      | Messerschmitt Bf 109  |

## Décorations
- Ordre militaire de Virtuti Militari
- La croix de la Valeur Krzyż Walecznych - 4 fois
- Médaille de l'air "Medal Lotniczy"
- Distinguished Flying Medal - 2 fois